# Rob Westerhof
Rob Westerhof (Rotterdam, 9 augustus 1943) is een Nederlands manager en voetbalbestuurder.

## Biografie
Westerhof was president-directeur van Philips in de Verenigde Staten, voor hij in september 2004 werd gevraagd voorzitter te worden van PSV Eindhoven. Hij volgde destijds de populaire voorzitter Harry van Raaij op. 
Van september 2004 tot oktober 2006 was Westerhof voorzitter van de voetbalclub. In 2006 legde hij na twee jaar de voorzittershamer neer, omdat hij de functie niet langer kon combineren met zijn overige werkzaamheden. Na zijn functie bij PSV werd Westerhof bestuurslid van de Nederlandse bedrijven AND Automotive Navigation Data, Nucletron en Teleplan en het Chinese TCL.
In mei 2012 keerde Westerhof terug in het betaald voetbal bij zijn jeugdliefde Sparta Rotterdam. Hij werd voorzitter van Stichting Sparta 1888, de grootste aandeelhouder van de club, en daarmee ook voorzitter van de proftak. Tijdens zijn voorzitterschap maakte hij, nadat Sparta in het seizoen 2010/2011 gedegradeerd was, de promotie naar de Eredivisie in het seizoen 2016/2017 mee, maar ook weer de degradatie in het seizoen 2017/2018. Op 1 januari 2019 stopte hij als voorzitter van Sparta maar bleef zich inzetten voor de club.   